# محمد شاه بن فيروز شاه
محمد شاه بن فيروز شاه. هو أحد سلاطين السلالة التغلقية حكام سلطنة دلهي. كانت بداياته عندما ولاه والده فيروز شاه الوزارة وتصريف شؤون الدولة، وأطلق عليه اسم ناصر الدين والدنيا محمد، واعتلى العرش بعدها للمرة الأولى في شهر شعبان سنة 789 هـ/1387م في عهد والده الذي تركه له، إلا أنه حسب ما تذكر المصادر لم يحسن تصريف شؤون الدولة وتركها. وبعد حدوث انقسام داخل القصر، ترك العرش بعد فترة هارباً إلى تلال سرور. وتولى العرش غياث الدين تغلق خان الثاني. واعتلى عرش السلطنة للمرة الثانية بعد أن قام بخلع وأسر السلطان أبو بكر شاه بن ظفر خان بن فيروز شاه في سنة 792 هـ/1389م. وذلك بعد أن حاول أكثر من ثلاث مرات حتى انتهت بانتصاره.